# Christoph Cuntzius
Christoph Cuntzius (aussi Contius ou Cuncius) (né en 1676 à Wernigerode; mort le 8 novembre 1722 à Halle), est un facteur d'orgue saxon.
Avec l'assistance d'Andreas Werckmeister, il accorde de façon « tempéré » l'orgue de Gröningen en 1704, ce qui lui vaut beaucoup d'éloges.
De 1704 jusqu'en 1710 il est facteur d'orgue à Wernigerode et de 1710 jusqu'en 1713 à Halberstadt.
En 1713, son atelier se trouve à Halle.
Il est le père de Heinrich Andreas Contius, également facteur d'orgue très reconnu dans la région balte.

## Réalisations remarquables
| Année     | Lieu       | Église                           | Photo | Clavier | Registre | Remarques                                                                                         |
| --------- | ---------- | -------------------------------- | ----- | ------- | -------- | ------------------------------------------------------------------------------------------------- |
| 1708      | Abbenrode  | St. Andreas                      |       | I       | 15       | Construction d'un nouvel orgue                                                                    |
| vers 1708 | Hornburg . | Beatae Mariae Virginis           |       | II/P    | 32       | Création; buffet conservé                                                                         |
| 1716      | Halle      | Église du marché Notre-Dame (de) |       | III/P   | 65       | Construction d'un nouvel orgue pour 6300 Taler.                                                   |
| 1716      | Merseburg  | St. Maximi                       |       |         |          | Plan et disposition pour la construction d'un nouvel orgue dans l'église. N'a pas été mené à bien |